# Cicero (Wisconsin)
Cicero è un comune statunitense dello stato del Wisconsin, nella contea di Outagamie. Al suo interno vi è l'omonima area non incorporata.